# Милош Ђорђевић (фудбалер, 1990)
Милош Ђорђевић (Краљево, 20. маја 1990) српски је фудбалер.

## Биографија
Милош Ђорђевић је рођен 20. маја 1990. године у Краљеву, где је фудбалом почео да се бави у локалној школи „Јуниор“. Потом је млађе селекције београдског Партизана и националног тима, где је био капитен, а затим је у јесен 2007. године потписао уговор са немачким Волфсбургом. Том клубу се прикључио током наредне године, где је потом наступао за омладинску екипу и развојни тим. У Србију се вратио лета 2009, када је приступио екипи Слоге из родног града. По окончању такмичарске 2009/10, са екипом је најпре испао из Прве лиге, која се затим, освајањем првог места на табели Српске лиге Запад, вратила у други степен фудбалског такмичења у Србији. Ђорђевић је, такође, наступио и на утакмици шеснаестине финала Купа Србије, против Црвене звезде, одиграној на Градском стадиону у Краљеву, 22. септембра 2010. године. Он се, затим, у Слоги задржао до краја календарске 2011, а почетком наредне године напустио је клуб. Током 2012. био је члан Слоге из Добоја, а почетком 2013. потписао је за Славију из Источног Сарајева, са којом се такмичио у Премијер лига Босне и Херцеговине. У краљевачку Слогу вратио се лета 2015, када је наступио на отварању сезоне 2015/16. у Српској лиги Запад, против Шумадије из Крагујевца. До краја исте године за клуб је забележио укупно 9 наступа у том такмичењу, а једини погодак постигао је у 12. колу, када је изабран за најбољег појединца сусрета са екипом Јединства Путева из Ужица, завршеног резултатом 1:1. Почетком наредне године напустио је клуб, после чега је тренирао са саставом финске ВПС Васе.

## Трофеји и награде
Слога Краљево
- Српска лига Запад: 2010/11.[26]